# Anselmo Fernandez
Anselmo Fernández Rodrígues (n. Lisboa, 21 de Agosto de 1918 - Madrid, 19 de Janeiro de 2000) foi um arquitecto e treinador de futebol português.
Como arquiteto, foi colaborador de Porfírio Pardal Monteiro e António Pardal Monteiro. Trabalhou também associado a Jorge Ferreira Chaves no projecto do Hotel Florida em Lisboa.
Um das suas obras principais foi o original Estádio José Alvalade, inaugurado em 1956. 
Como técnico de futebol ganhou a Taça das Taças Europeia de 1964 com o Sporting Clube de Portugal, que comandou em quatro ocasiões entre 1962 e 1966. Mais tarde treinou o CUF Barreiro na primeira divisão portuguesa, mas viu a sua carreira ser interrompida por um brutal acidente de viação.

## Obras
- Estádio José Alvalade (Lisboa) (com António Augusto Sá da Costa)[1] (inaugurado em 1956 e já demolido).
- Hotel Tivoli, Lisboa com Porfírio Pardal Monteiro e alteração ao projecto inicial com António Pardal Monteiro[2].
- Reitoria da Universidade, Lisboa (com António Pardal Monteiro).
- Faculdades de Letras e de Direito, Lisboa (com António Pardal Monteiro).
- Hotel Florida, Lisboa (com Jorge Ferreira Chaves e Eduardo Goulartt Medeiros).

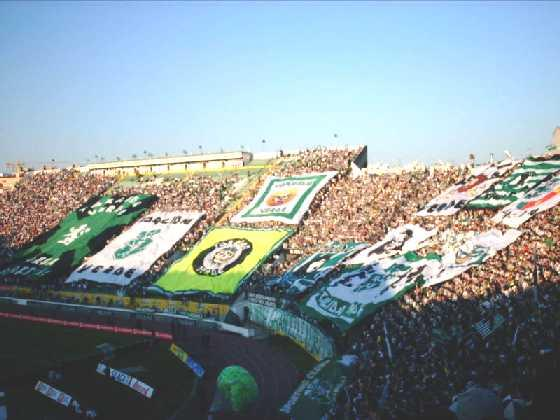
O histórico Estádio José Alvalade
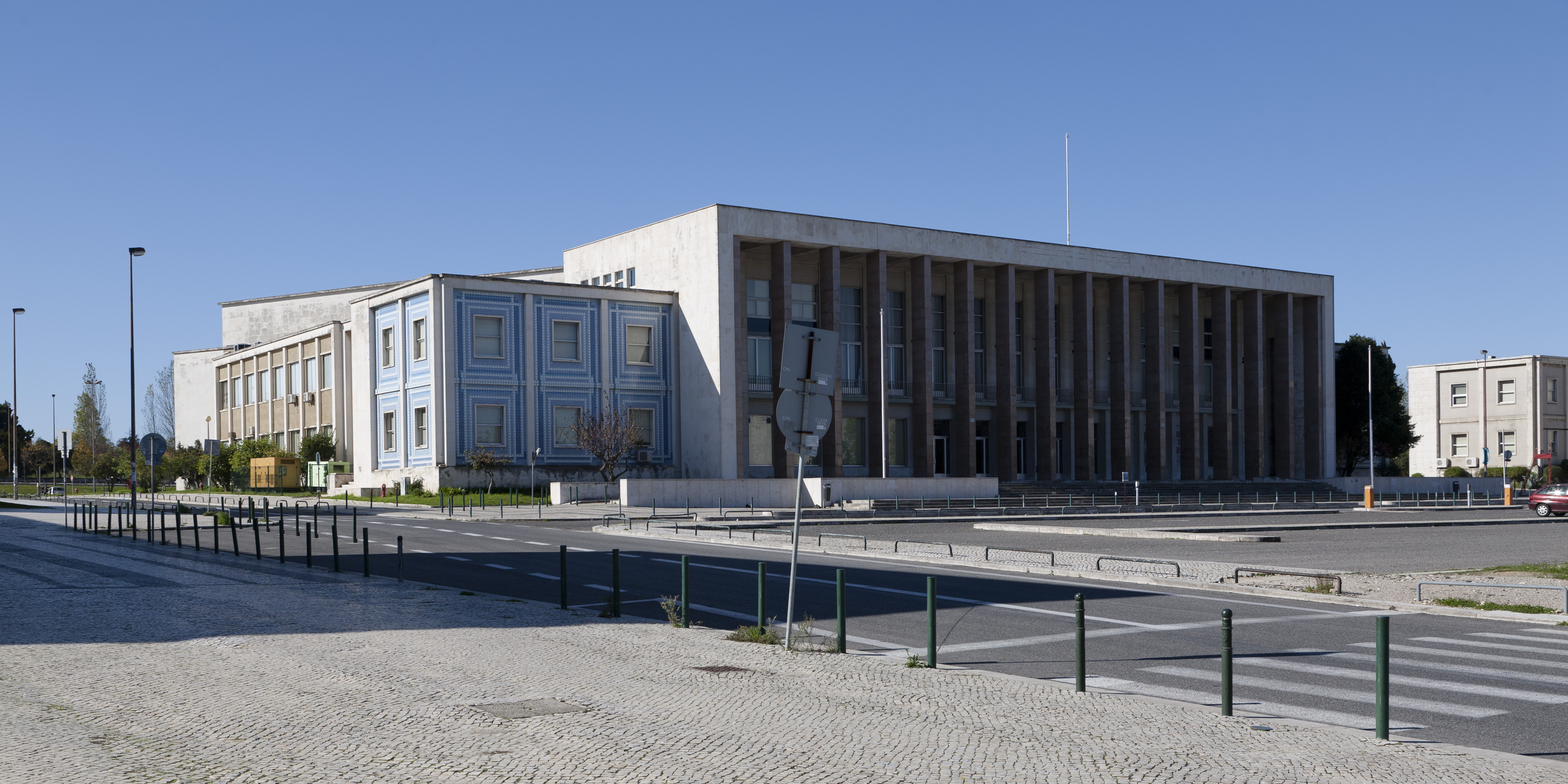
Reitoria da Universidade de Lisboa
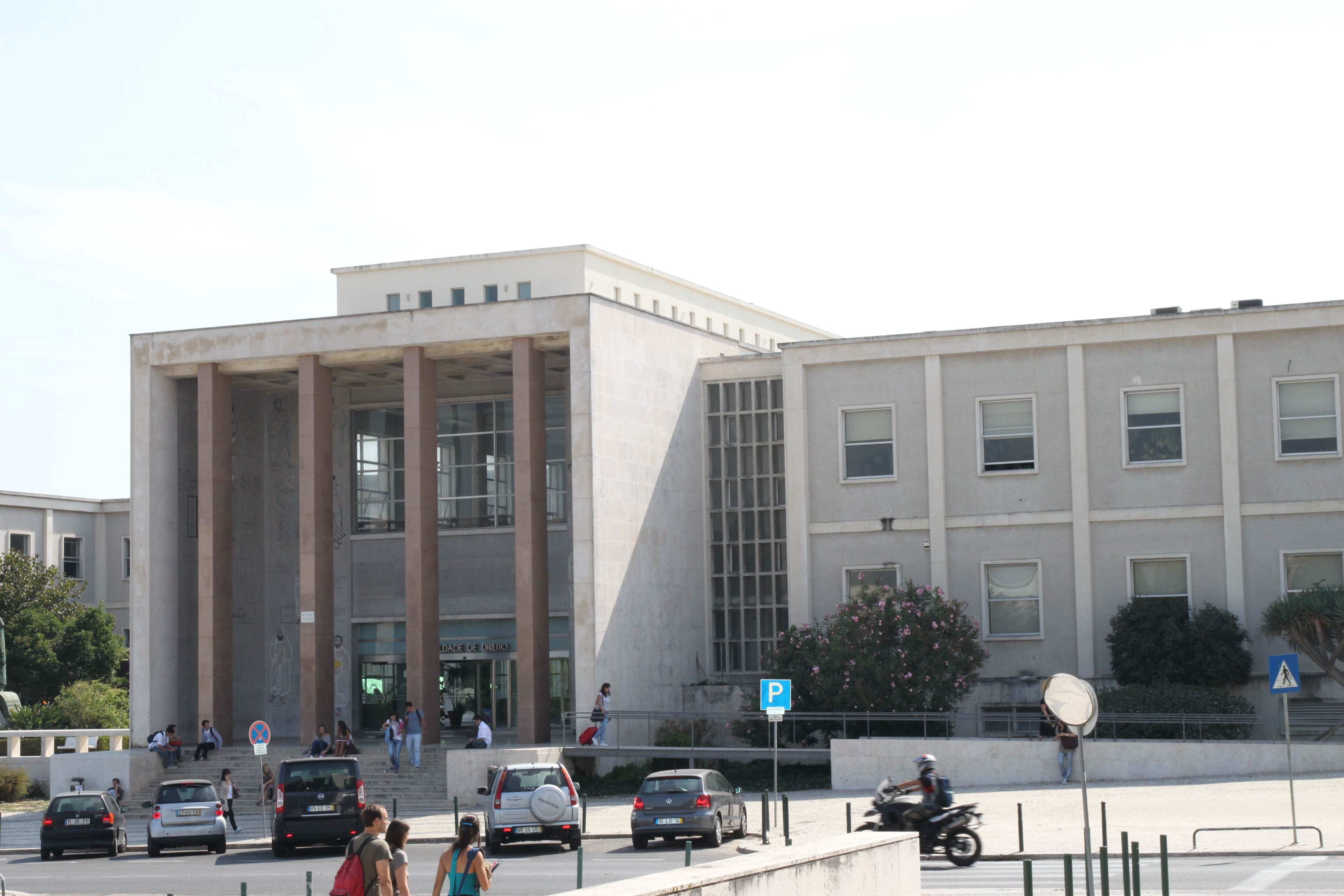
Faculdade de Direito da Universidade de Lisboa
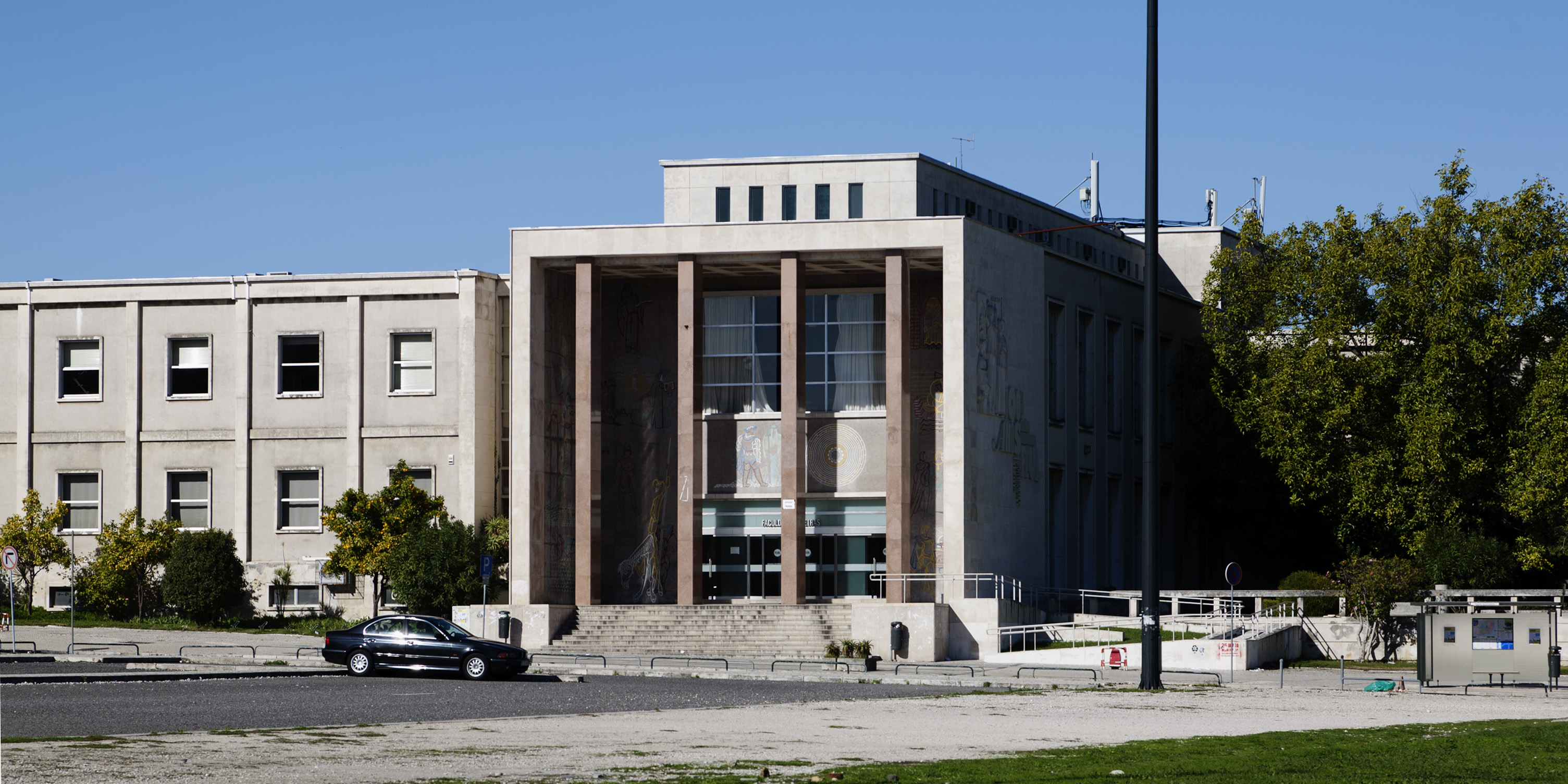
Faculdade de Letras da Universidade de Lisboa